# Aeropuerto Internacional de Sebastopol
El Aeropuerto Internacional Belbek (en ruso: Международный аэропорт Бельбек, г. Севастополь; en ucraniano: Міжнародний аеропорт Бельбек) (IATA: UKS, OACI: UKFB) es el aeropuerto que sirve a Sebastopol, Rusia y reclamada por Ucrania. El nombre original del aeropuerto proviene del río Belbek, que corre entre el sur y el oeste de Crimea. Se ubica junto a la costa, en el raión de Nakhimov, nueve kilómetros al norte del centro de la ciudad. Es principalmente de uso militar.

## Historia

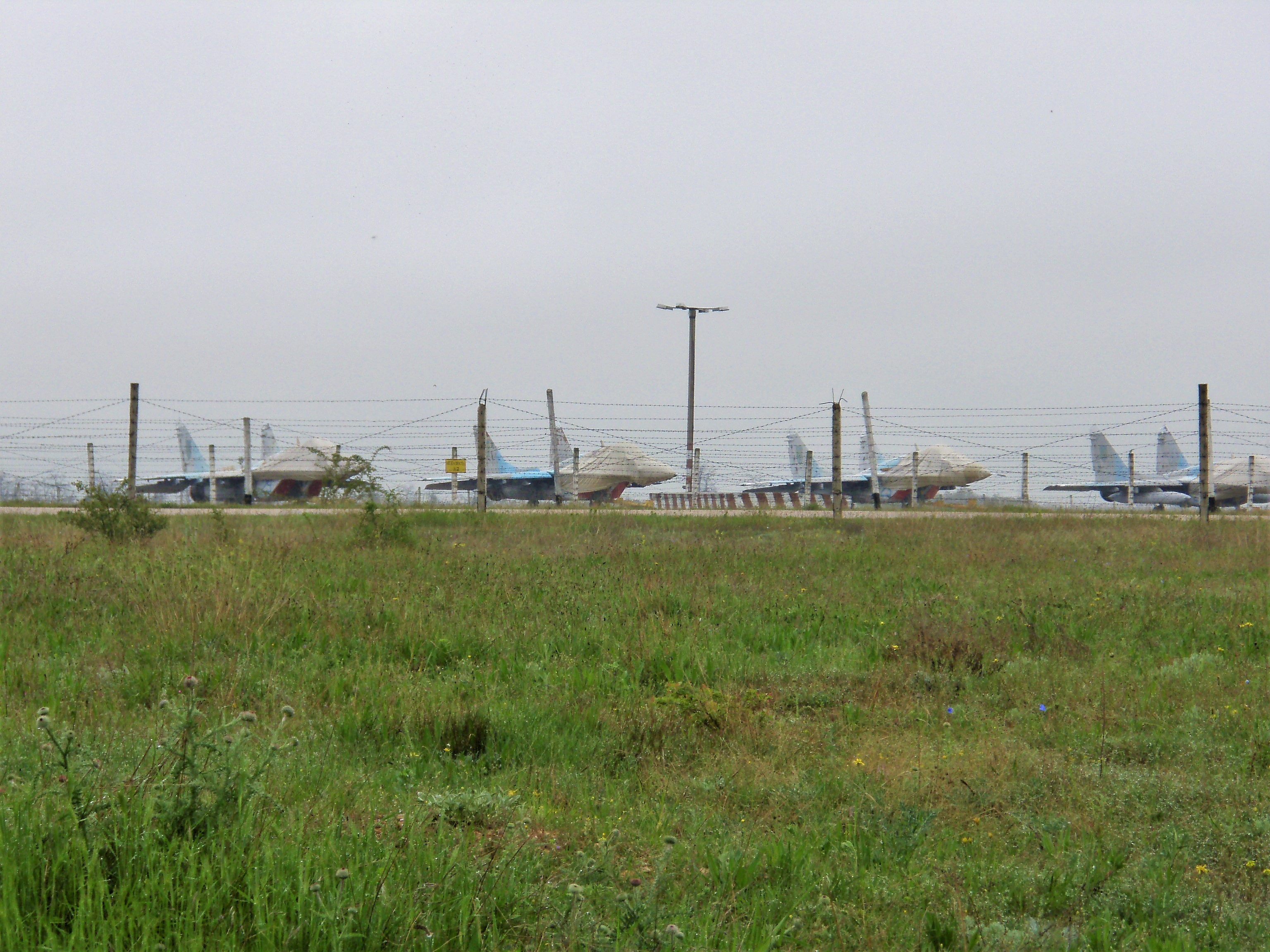
MiG-29 en el aeropuerto.

La estación aérea se construyó hacia 1941 y era utilizada anteriormente como un aeródromo militar, pasando más tarde a uso civil. Hacia los años 1980 de realizaron mejoras en el aeropuerto. Hacia 2010, era utilizado para los turistas que llegaban a los resorts de Crimea. También ha recibido vuelos desde Kiev, Moscú, Dnepropetrovsk y San Petersburgo. Hasta antes del desarrollo de la crisis de Crimea, el aeropuerto recibía principalmente vuelos chárter, aunque su uso es principalmente militar.
La brigada táctica 204° de Rusia está desplegada en Belbek desde diciembre de 2007.

### Crisis de Crimea
El 28 de febrero de 2014, el ministro del Interior de Ucrania, Arsén Avákov, afirmó que el aeropuerto estaba bloqueado por personal militar de Rusia, y hombres armados no identificados estaban patrullando la zona. El Ministerio de Relaciones Exteriores ruso se negó a hacer comentarios, mientras que un portavoz del Ministerio de Defensa ruso no estaba disponible para hacer comentarios.
El 11 de marzo, militares crearon un sitio web pata informar sobre el aeropuerto. Allí se reportó sobre un incendio provocado por un equipo eléctrico en la zona militar.
Rusia no es miembro de la organización Eurocontrol. En la actualidad el aeropuerto se encuentra bajo el control de Rusia. Compañías aéreas ucranianas y europeas suspendieron todas las operaciones hacia la península justo después de la anexión de Sebastopol.

## Aerolíneas y destinos
Por la anexión rusa de Crimea varias aerolíneas cancelaron sus operaciones en la península hacia marzo de 2014.
| Aerolíneas | Destinos                                                  |
| ---------- | --------------------------------------------------------- |
| Dniproavia | Cancelado por la anexión: Kiev-Boryspil, Moscú-Demodédovo |